# 눈 모양 은하
눈 모양 은하(영어: Eyes Galaxies, NGC 4435/4438, Arp 120)는 처녀자리에 있는 상호작용은하 1쌍으로, 렌즈형 은하인 NGC 4435와 나선 은하인 NGC 4438을 통틀어 일걷는 말이다. 이 은하쌍은 마카리안 연쇄은하(Markarian’s chain)의 일부분으로 M86 근처에 있다.

## 각각 은하들
NGC 4435와 NGC 4438은 밝은 하얀색의 은하 팽대부(bulge)가 서로 쌍둥이처럼 비슷하지만, NGC 4438의 경우, 애꾸눈 선장의 눈처럼 푸른빛의 칼날 상처가 있는 것이 서로 다르다. NGC 4435은 막대 렌즈형 은하이며, NGC 4438는 활동은하핵을 가진 나선 은하이다. 비교적 작은 공간에 은하 밀도가 높은 처녀자리 은하단의 구성원들처럼, 이 두 은하는 아마도 서로 충돌했던 과거가 있는 듯하다. 찬드라 X-선 우주망원경의 관측결과에 따르면, 이 두 은하는 약 1억년 전에 충돌하여 1,600광년 정도 멀어지기 전까지 서로 밀고 당기는 물질이동이 있었다고 한다. 이러한 여파로 NGC 4435는 다소 초라하게 되었고, 상대적으로 NGC 4438은 깊은 상처와 함께 승리자의 모습으로 보이는 것이라고 추측되고 있다.

### NGC 4435

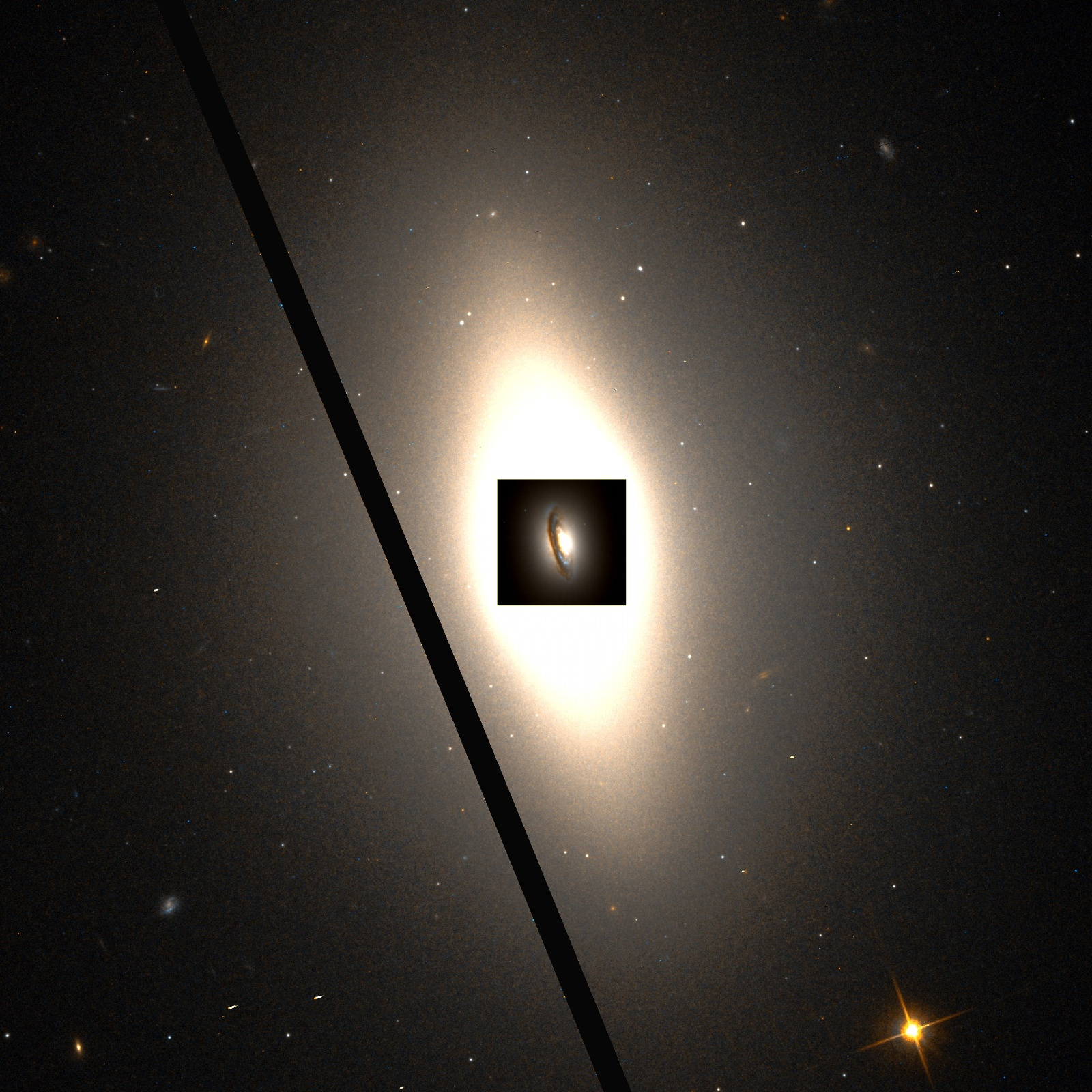
2008년, 허블 우주망원경으로 찍은 NGC 4435 은하의 중심부.

비록 NGC 4438 은하보다 더 초라하게 되었지만, 사실 NGC 4435도 상대 은하처럼 폭발적 항성 생성 지역을 가지고 있다. 다만, 렌즈형 은하의 특색덕에 이런 지역은 은하의 중심부로 제한되어서 잘 보이지 않는 것이다. 허블 우주망원경이 찍은 NGC 4435의 중심부의 사진과 스피처 우주망원경이 관측한 바로는 이 은하에는, 렌즈형 은하을 구성하는 대부분의 별들과 달리, 어린 별들이 모인 집단이 모여있는 장면이 포착됐으며, 또한, NGC 4435에서부터 충돌 여파로 인한 별 꼬리가 포착되었는데, 이는 이 은하가 별 생성이 활발한 지역을 가지고 있을수 가능성을 재기한다. 하지만 어떤 과학자들은 이 별 꼬리가 우리은하의 일부와 비슷하다고 주장하기도 한다.

### NGC 4438

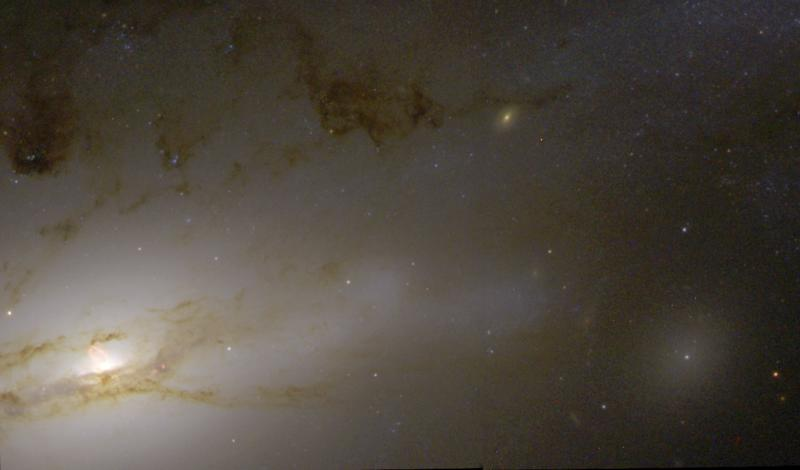
2007년, 허블 우주망원경으로 촬영한 NGC 4438 은하의 중심부. 중심부의 초거대 블랙홀에서 나온 붉은 가스 거품이 보인다.

관측과 사진으로 통해 NGC 4438은 NGC 4435와 확연히 다르게 항성 생성이 더 활발하다. NGC 4438의 파란 부분은 새롭게 태어난 수많은 별들이 내는 빛이며, 검은 부분은 먼지대(dust lane)에 의해 가려져 보인다. 이 먼지와 항성을 형성하는 가스는 NGC 4435 은하와 충돌과 근쳐 M86 은하와 상호작용한 여파로 NGC 4438 은하에 남아 돈 것으로 여겨진다. 이런 과거로인해, NGC 4438 은하는 과거에 폭발적 항성생성이 발생했다. 그 증거는 이 은하의 바깥쪽에 있는 어린 푸른 별들의 고리인데, 그 이유는 이러한 별들은 본래 나선 은하나 상호작용 은하에서만 생겨나기 때문이다.
또한 NGC 4435 은하와 달리, NGC 4438은 더 활발한 은하핵을 가지고 있다. 이는 이 은하가 대조되는 다른 은하보다 더 활발한 초대질량 블랙홀을 가지고 있다는 걸 보여준다. 그 증거로, 허블 우주망원경이 촬영한 NGC 4438의 중심부 영상에는 그 초거대블랙홀에 의한 제트가 부글부글 끓는 거품모양으로 나타나고 있다. 이러한 사실로 근거해봤을때, NGC 4438 은하는 활동 은하라고 단정지을수있지만, 이 은하가 과연 세이퍼트 은하인지는 아직 밝혀지지 않았다. 과학자들은 오랫동안 이 은하가 활동은하핵을 지닌 세이퍼트 은하로 추정했으나, 확실히 단정지을수는 없었다. 이런 불확실은 NGC 4438 은하의 중심부가 먼지띠와 가스 구름으로 가려져, 확실한 은하핵을 측정할 수 없다는 점이 제일 크다.

## 상호 작용 관계
NGC 4435와 NGC 4438은 상호작용은하으로서 할튼 알프의 특이은하 목록 (Arp)에 120번째 천체로 올라와 있다 (Arp 120). 이미 설명한 것처럼, 이 두 은하는 서로 은하 간 충돌을 겪은 과거가 있다. 또한 현재, 이 두 은하는 서로 상호작용하는 관계에 있다. 그 증거로 현재 NGC 4438 은하의 바깥쪽에 있는 푸른 가스와 별 띠의 형태를 보면, NGC 4435의 인력의 영향을 받았다는 걸 알 수 있다. 또한, NGC 4438은 근처의 M86 타원 은하와 희미한 가스 필라멘트와 연결되어 있다는 것을 추가 관측을 통해 알 수 있었다. 이것은 NGC 4438와 근처의 NGC 4435, 그리고 M86 은하가 처녀자리 은하단의 많은 은하가 그랬듯이, 서로 상호작용을 했을 뿐 만 아니라 또한 서로 충돌했을 가능성이 있다는 걸 의미한다.

## 갤러리

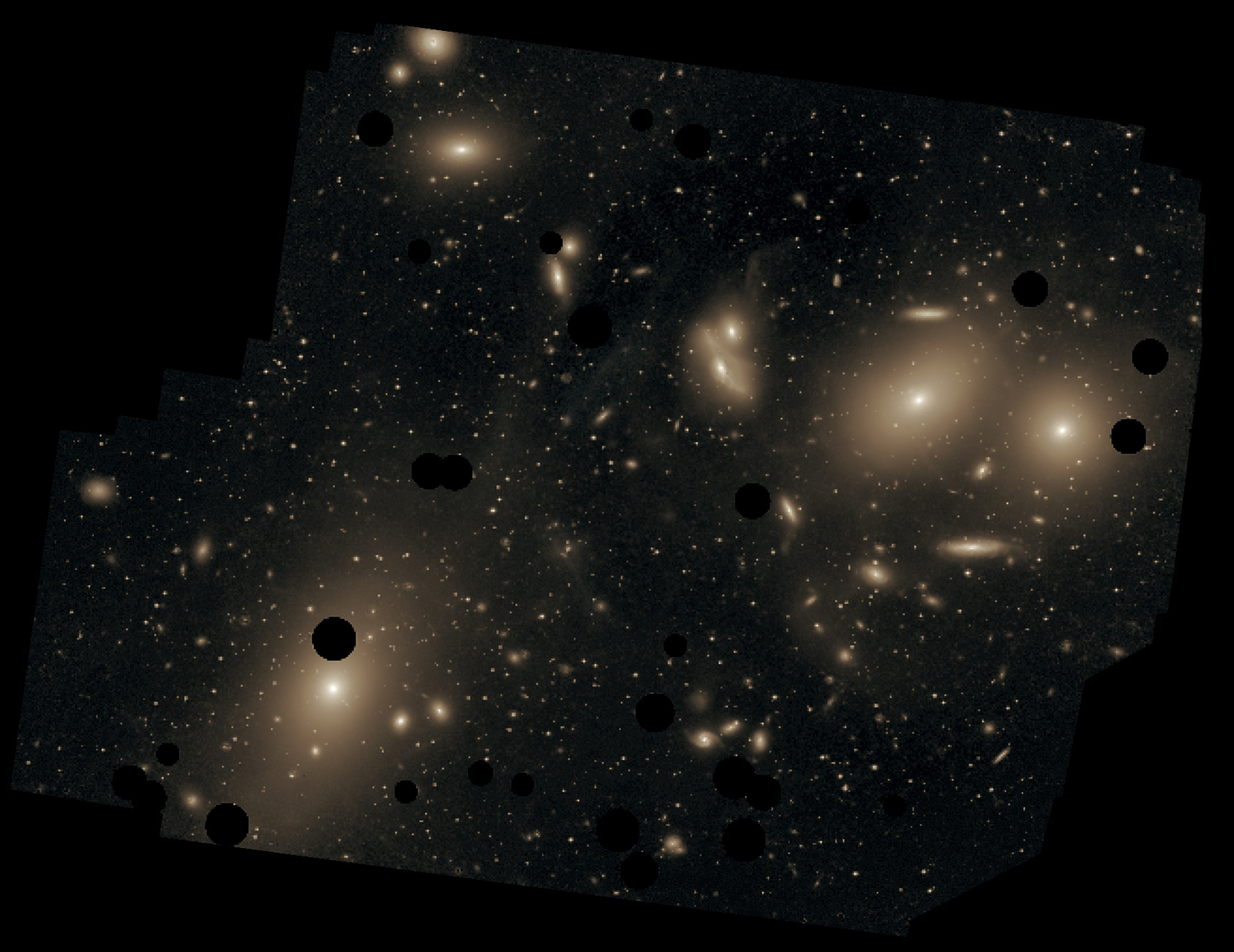
처녀자리 은하단의 일부분. 아래쪽 왼쪽은 타원 은하 M87이고, 위쪽에 마카리안 연쇄은하. (눈 모양 은하는 이 연쇄 은하의 오른쪽 끝에서 세 번째.)
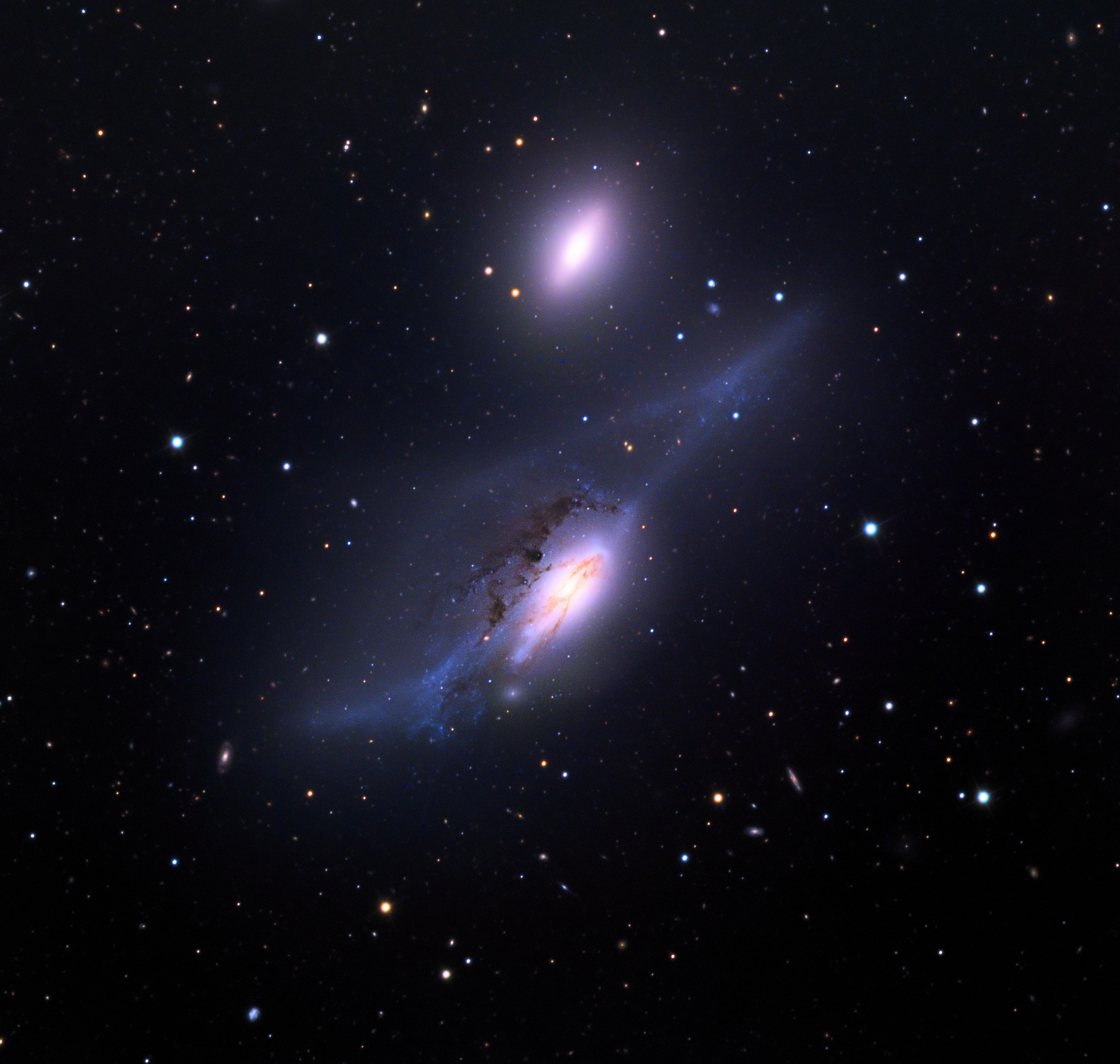
미국 에리조나주 레몬산의 망원경으로 찍은 눈 모양 은하 NGC 4435/8.